# Let It Rain (UFO)
Let It Rain è un singolo del gruppo musicale inglese UFO, pubblicato nel 1982. È arrivato al 62º posto nella Official Singles Chart.

## Tracce
Lato A
1. Let It Rain – 4:01 (Carter, Way, Mogg)

Lato B
1. Heel of a Stranger – 4:05 (Carter, Chapman, Way, Mogg)
2. You'll Get Love – 3:10 (Carter, Chapman, Mogg*)